# Shahi Kangri
Der Shahi Kangri bildet die höchste Erhebung einer Gebirgsgruppe östlich des Shyok-Oberlaufs, die im äußersten Westen des Transhimalaya liegt.
Der Shahi Kangri besitzt eine Höhe von 6934 m und liegt im indischen Unionsterritorium Ladakh. Der vergletscherte Berg befindet sich im Einzugsgebiet des Shyok.
Im Himalayan Index sind keine Besteigungen des Shahi Kangri verzeichnet.